# Ängelholms FF
El Ängelholms FF es un club de fútbol sueco de la ciudad de Ängelholm en provincia. Fue fundado en 1976 y juega en la Superettan.